# 葡萄园圣母圣殿
葡萄园圣母圣殿（Basilica di Santa Maria delle Vigne）是一座罗马天主教宗座圣殿，位于意大利热那亚，创建于10世纪。
正祭台完成于1730年。 
意大利作曲家亚历山德罗·斯特拉代拉在1682年被谋杀后，安葬于此。

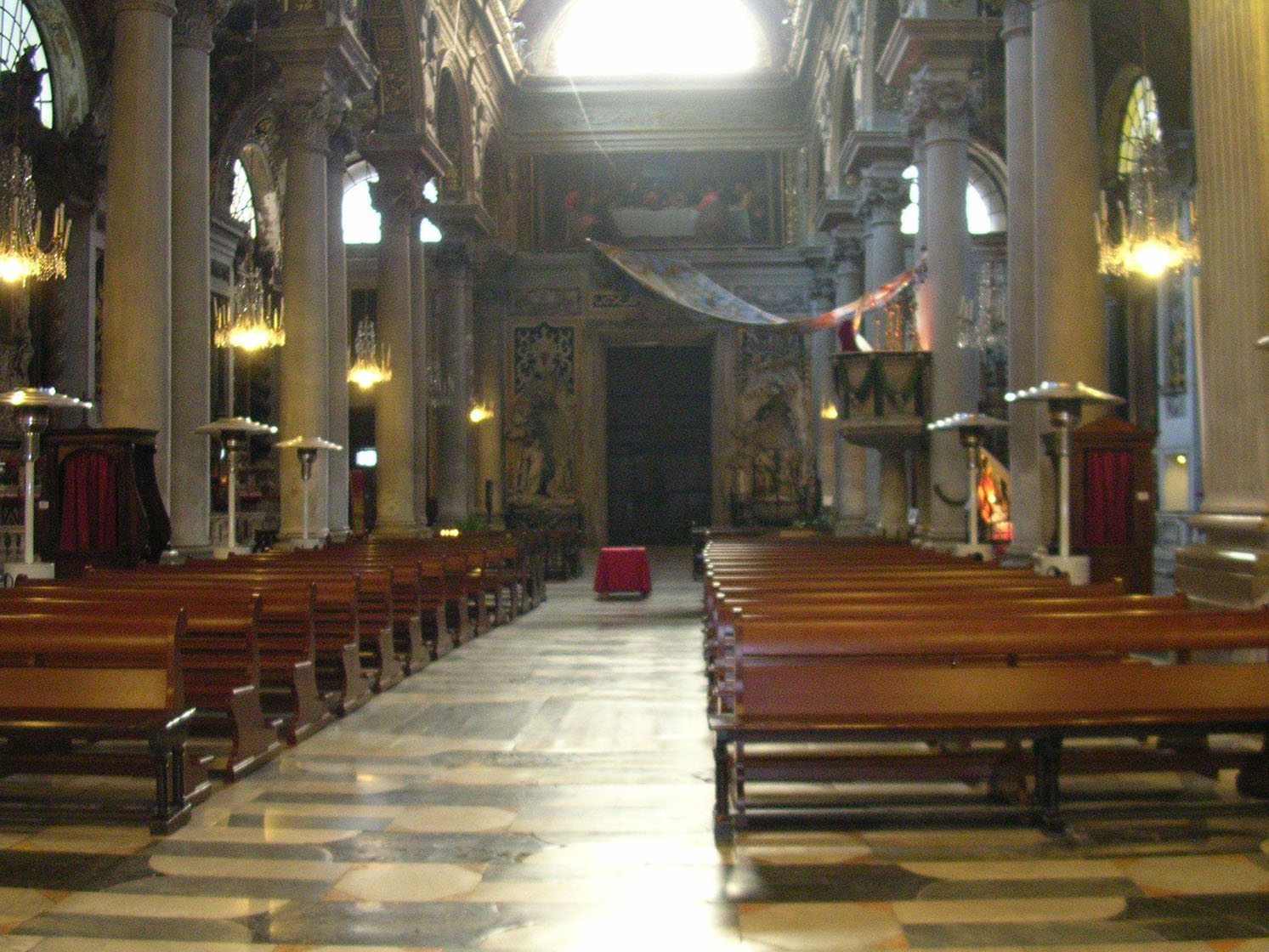
内部

44°24′34″N 8°55′53″E / 44.40944°N 8.93139°E